# Mesophyllum mesomorphum
Mesophyllum mesomorphum (Foslie) Adey, 1970  é o nome botânico  de uma espécie de algas vermelhas  pluricelulares do gênero Mesophyllum, subfamília Melobesioideae.
- São algas marinhas encontradas Colômbia, Austrália e em algumas ilhas do Pacífico e Índico.

## Sinonímia
- Lithothamnion mesomorphum Foslie, 1901.